# Giuseppe Sermonti
Giuseppe Sermonti (ur. 4 października 1925 w Rzymie, zm. 16 grudnia 2018 w Rzymie) – włoski biolog i profesor genetyki, znany z krytyki doboru naturalnego, jako decydującego czynnika ludzkiej biologii.

## Biografia
Był absolwentem nauk rolniczych na Uniwersytecie w Pizie i nauk biologicznych na Uniwersytecie w Rzymie. We współpracy z Guido Pontecorvo odkrył cykl paraseksualny Penicillium chrysogenum – grzyba wytwarzającego antybiotyk, od którego pochodzi nazwa penicyliny, a ponadto wraz ze swoją żoną – Isabella Spada di Colle d’alberi – odkrył genetyczny cykl streptomyces, z którego uzyskuje się antybiotyki, takie jak streptomycyna – przydatnych w leczeniu gruźlicy.
Kierował Instytutem Genetyki i był prezesem Włoskiego Stowarzyszenia Genetyki i wiceprezesem XIV Międzynarodowego Kongresu Genetyki odbywającego się w Moskwie w 1978 roku. Był także dyrektorem Międzynarodowej Szkoły Genetyki Ogólnej w Centro Ettore Majorana. W 1986 roku porzucił badania naukowe, aby poświęcić się działalności literackiej.

## Krytyka darwinizmu
Jego książka Dimenticare Darwin (ang. Forgetting Darwin) została wydana w 2003 roku i została przetłumaczona na język angielski jako „Dlaczego mucha nie jest koniem?”. Została opublikowana przez kreacjonistyczny Discovery Institute, pod redakcją Jonathana Wellsa. Sermonti dołączył także do listy naukowców wyrażających sceptycyzm wobec teorii ewolucji Darwina, prowadzonej przez Discovery Institute.